# Акмаев, Равиль Сибгатуллович
Равиль Акмаев (род. 7 августа 1948, Кадиевка, Ворошиловградская область) — современный украинский художник, скульптор, живёт и работает в Донецке.

## Биография
Родился 7 августа 1948 года в городе Стаханов в Луганской области. 1967-В 1967—1972 годах учился 1967—1972 по специальности педагог-дефектолог в Славянском государственном педагогическом институте. Обучался живописи у заслуженного художника Украины из Луганска Ивана Кондратьевича Губского. В 1962—1967 годах учился в Московском заочном университете искусств.

## Творчество
Творчество художника началось в 1980-е годы с политического и социального плаката. Акмаев стал лауреатом десяти премий всесоюзных и украинских конкурсов плаката. В 1990-х годах начал работать в станковой живописи. В 2010-е годы начал заниматься скульптурой малых форм. Член Союза художников СССР с 1990 года. Член Национального союза художников Украины. Член Союза татарских художников «Рассам» с 2008 года.
В картинах Р. Акмаева лирика и тихая грусть всегда граничит с иронией, приближенной к сюрреализму. Действительность в сочетании с ирреальным позволяют художнику решить поставленную задачу на плоскости холста.
Работал художником-оформителем Донецкого художественно-производственного комбината Национального Союза Художников Украины. Работы Равиля Акмаева находятся в музеях и частных собраниях Украины, России, Польши, США.
В 2015 году одесский издательский центр «DELUXE» выпустил колоду игральных карт с фоторепродукциями живописных, графических и скульптурных произведений Равиля Акмаева. Автором проекта и макета карт стал Евгений Александрович Малаха.
25 декабря 2018 года государственное предприятие «Почта Донбасса» ввела в почтовое обращение серию из восьми авторских открыток Равиля Акмаева с акварельными пейзажами Донецка.

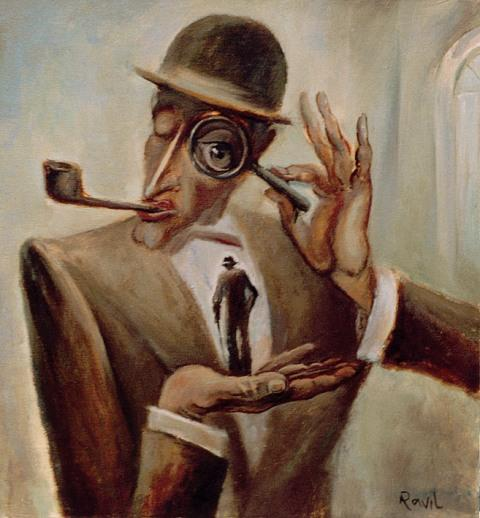
Людовед Шерлок Холмс
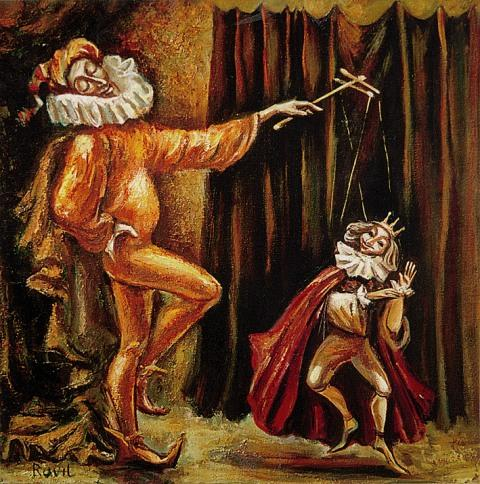
Верные друзья
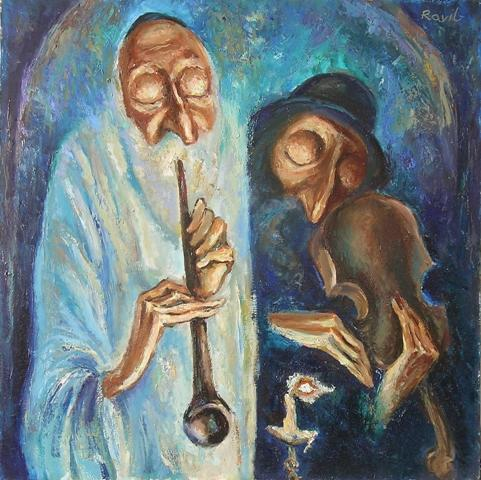
Прощальная мелодия

В 2014 году Донецке на бульваре Шевченко была установлена городская скульптура Равиля Акмаева «Друг», которая изображает мужчину, прикрывающего собаку зонтиком. Эта скульптурная композиция основана на одноимённой картине автора 1996 года. Также в планах была установка ещё двух скульптур «Моцарт» — на площади Ленина у здания Донецкой филармонии, и «Беби-бум» (гуляющая с коляской женщина) — на набережной Нижнекальмиусского водохранилища, но эти планы не были реализованы. Во время вооруженного конфликта на Донбассе Акмаев создал проект памятника погибшим детям.
22 апреля 2020 года на набережной Нижнекальмиусского водохранилища был установлен бронзовый памятник Антону Павловичу Чехову работы Равиля Акмаева. Скульптура представляет собой фигуру писателя, скоторый сидит на стуле около столика, на который села чайка. Скульптура была отлита литейщиками Донецкого металлургического завода и приурочена 160-летие со дня рождения писателя.

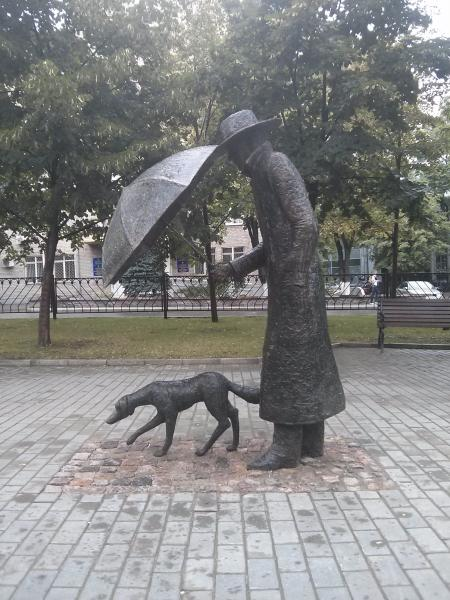
«Друг»
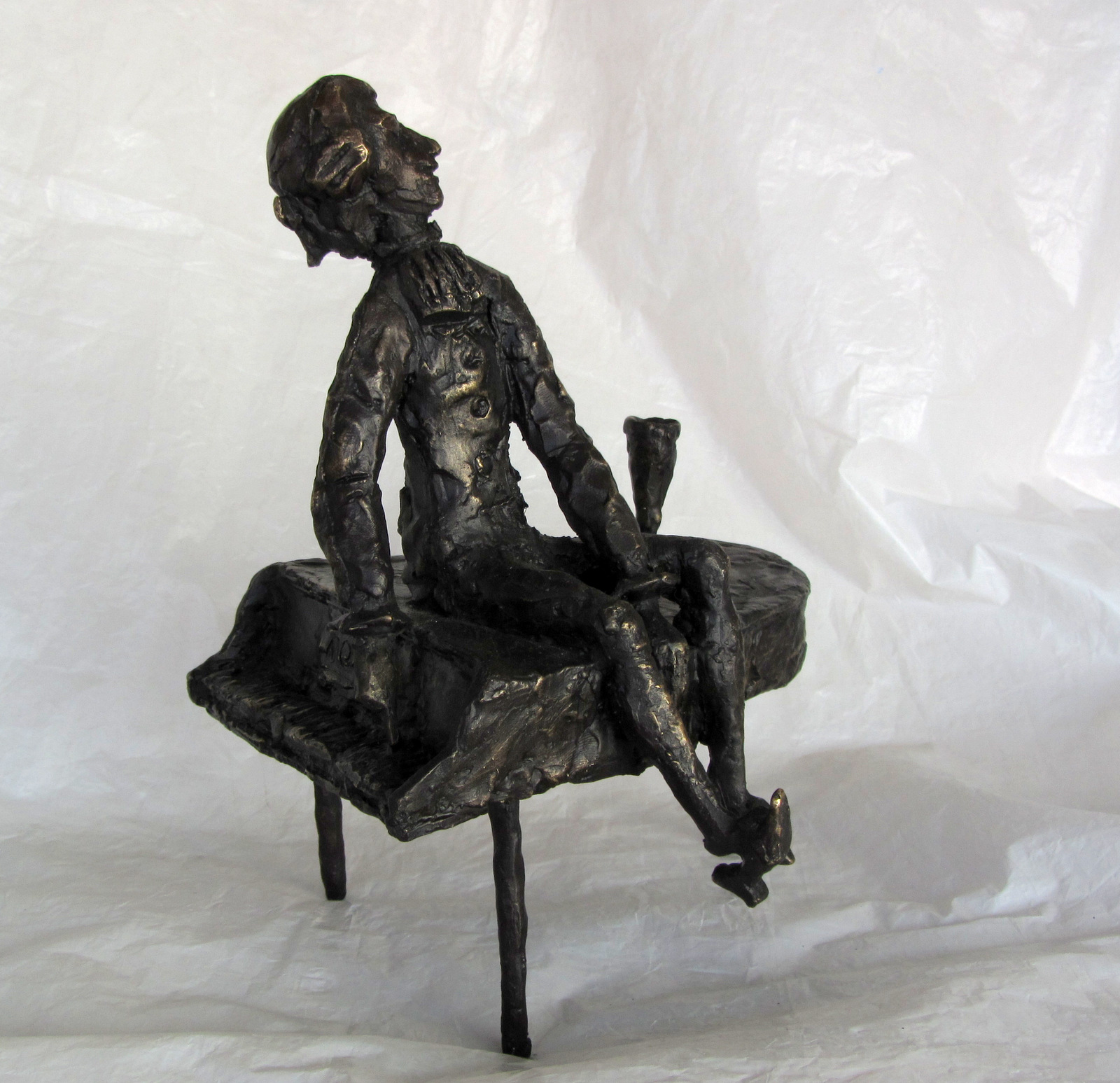
«О, Моцарт!»
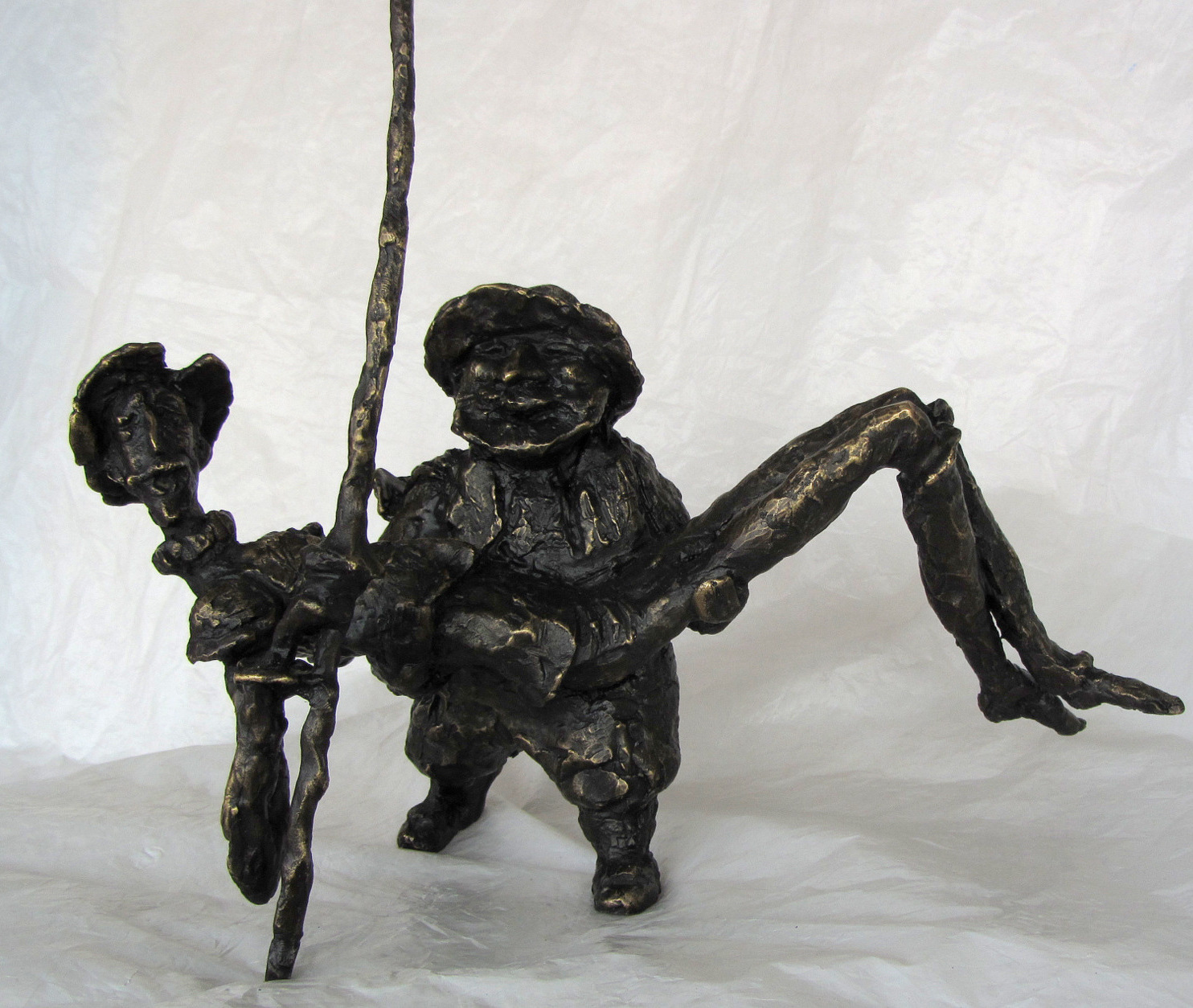
«Нате вам!»

## Награды
- Лауреат десяти премий всесоюзных и украинских конкурсов плаката
- Почетная грамота Министерства культуры Республики Татарстан
- 2008 — Лауреат первой премии выставки-конкурса им. М. Джалиля (Киев)

## Выставки
Равиль Акмаев — участник более 50 персональных республиканских и международных выставок.
- 1997—1999 — Персональные выставки живописи в галерее «Арт-Радон», Донецк, Украина
- 1999 — галерея «ХХ», Будапешт
- 1999 — «Дом ученых», Днепропетровск
- 2002 — галерея «Интерартгалерея», Нью-Йорк, США
- 2003 — киноцентр «Мир кинотавра» марка рудинштейна на Цветном бульваре в программе международного кинофестиваля «Лики любви», Москва
- 2003 — дворец культуры «Нефтяник», г. Сургут, Россия
- 2003 — городская художественная галерея, г. Сургут, Россия
- 2003 — «Галерея Ирины Литвак», Сан-Франциско ,США — во время выставки из галереи похищена картина «Ты проиграл, король!»
- 2005 — галерея «Неф», Киево-печерская лавра, Киев
- 2005 — галерея «Глобус», Киев
- 2007 — Всеукраинский татарский культурный центр «Туган Тел»
- 2007 — Российский культурный центр на Украине, Киев
- 2007 — международная выставка татарских художников «Тат-Арт — 2007» ЦДХ, Москва
- 2007 — международная выставка татарских художников в программе всемирного конгресса татар, Казань
- 2008 — премия 1-й степени на конкурсе им. Мусы Джалиля, Всеукраинский татарский культурный центр «Туган Тел», Киев
- 2008 — участник международной ежегодной выставки «Арт-салон», «Центральный дом художника на Крымском валу», Москва.
- 2012 — Выставка в донецком аэропорту[18]
- 2012 — Четыре персональных выставки в гостиничном комплексе «Джон Хьюз» (Донецк)[19][20]
- 2015 — Персональная выставка. Донецкий республиканский художественный музей[21]
- 2016 — Персональная выставка. Донецкий республиканский художественный музей[1][22]
- 2017 — «Плакат. 30 лет спустя». Донецкий республиканский художественный музей[23][24][25][26][27][28]
- 2017 — Персональная выставка. Доме дружбы народов Республики Татарстан. Казань[29][30][31][32][33][34]
- 2018 — «Друг из Донецка. Равиль Акмаев», Воронежский областной художественный музей им. И.Н. Крамского[35][36][37][10][38]